# Norman Tokar
Norman Tokar (Newark, 25 novembre 1919 – Hollywood, 6 aprile 1979) è stato un regista, sceneggiatore, produttore cinematografico e attore statunitense.
Tra gli anni cinquanta e settanta ha realizzato molti film per la Walt Disney Productions.

## Filmografia parziale
- Compagni d'avventura (Big Red) (1962)
- Sam il selvaggio (Savage Sam) (1963)
- Tigre in agguato (A Tiger Walks) (1964)
- I ragazzi di Camp Siddons (Follow Me, Boys!) (1966)
- 4 bassotti per 1 danese (The Ugly Dachshund) (1966)
- Il più felice dei miliardari (The Happiest Millionaire) (1967)
- Il cavallo in doppiopetto (The Horse in the Gray Flannel Suit) (1967)
- Rascal, l'orsetto lavatore (Rascal) (1969)
- Boatniks - I marinai della domenica (The Boatniks) (1970)
- Pistaaa... arriva il gatto delle nevi (Snowball Express) (1972)
- Dove cresce la felce rossa (Where the Red Fern Grows) (1974)
- La banda delle frittelle di mele (The Apple Dumpling Gang) (1975)
- La gang della spider rossa (No Deposit, No Return)  (1976)
- Una ragazza, un maggiordomo e una lady (Candleshoe) (1977)
- Il gatto venuto dallo spazio (The Cat from Outer Space) (1978)